# 赤穂城
赤穂城（あこうじょう）は、兵庫県赤穂市にある日本の城。江戸時代は赤穂藩（加里屋藩）の藩主が暮らした城。城郭は国の史跡に、本丸庭園と二之丸庭園は名勝に指定されている。日本100名城、日本の歴史公園100選にも選定されている。

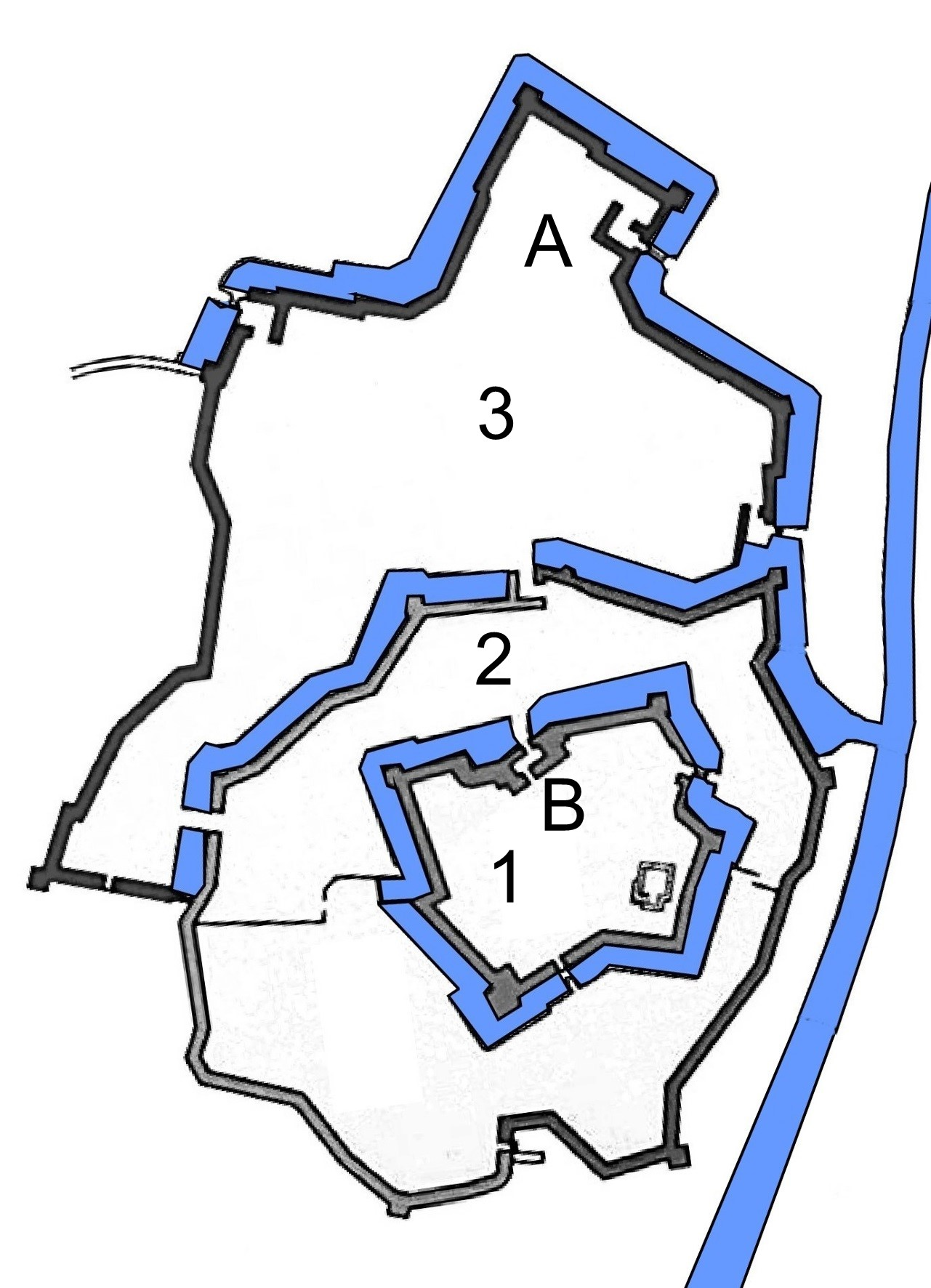
本丸（1）を囲む二之丸（2）と隣接する三之丸（3）。大手門（A＝北）を通り、本丸門（B＝南）を抜けると本丸に着く。

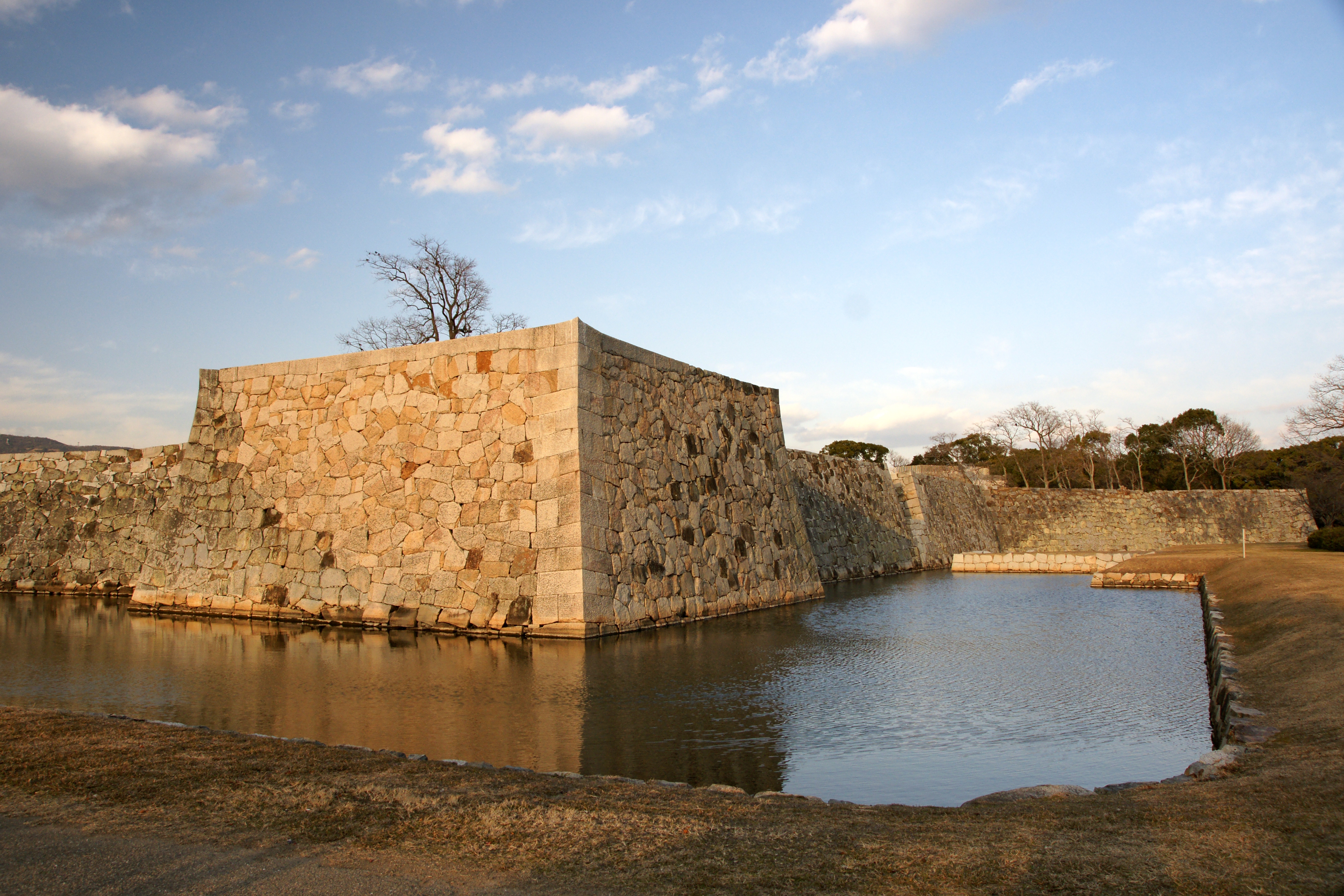
本丸南の石垣と堀

## 概要
江戸時代、赤穂藩の政庁が置かれた。
赤穂城の前身となる城郭は、池田長政が慶長5年（1600年）に築城したと伝わり、後世に「掻上城」（かきあげじょう）と呼ばれた。これは絵図や発掘調査から、遺構が現存する後世の赤穂城本丸と二之丸とほぼ同じ位置に存在したことが明らかになっている。その後も池田家に赤穂郡代として仕えた垂水半左衛門勝重や、赤穂藩主となった池田政綱、池田輝興によって改修がなされたものの、簡略な城郭であったとされる。
正保2年（1645年）に浅野長直が赤穂へ入封すると、慶安元年（1648年）に築城願を幕府へ提出、同年に築城に着手した。これが現在の赤穂城であり、元和偃武の後に築城の始まった全国的にも珍しい城郭として著名である。現在では海岸線から離れているが、築城当時は赤穂城のすぐ南側まで海が入り込んでいたことから、海岸平城に分類される。縄張りは変形輪郭式。本丸と二之丸は、本丸の周囲を二之丸が取り囲む「輪郭式」に配され、その北側の三之丸は二之丸北辺にとりつくように「梯郭式」に配置されている。銃砲戦を意識した設計となっており、十字砲火が可能なように稜堡に似た「横矢掛かり」や「横矢枡形」が数多く用いられている。縄張りは赤穂浅野家初代長直の時代、浅野家に仕えた甲州流兵学者の近藤正純によってなされた。
またこのとき赤穂藩に仕えていた軍学者の山鹿素行が、承応2年（1653年）に築城中であった赤穂城の縄張りについて助言した。これにより二の丸門周辺を手直ししたと伝わり、発掘調査ではその痕跡の可能性がある遺構が発見されている。
最終的に寛文元年（1661年）に着手から13年かかって完成し、10の隅櫓（すみやぐら）、門が12基、曲輪（くるわ）の延長は2847ｍに及んだ。本丸には築城時に設置された天守台が残存するが、江戸時代を通じて天守そのものは建築されなかった。このことについて城郭研究家の加藤理文は、天守を築ける天守台を持つことが優先され、また天守あるいは天守台を持つことが家の格式を示す典拠としている。
明治時代前期に廃城されると建物は破却、一部の石垣と堀のみを残し、土地の大部分は民間へ払い下げられて田畑や宅地に転用された。本丸跡は小学校ほか、公共施設の用地に当てた。旧制赤穂中学が1928年（昭和3年）に設けられて戦後は学制改革を受けて兵庫県立赤穂高校と称し、1981年（昭和56年）まで西洋風の鉄筋コンクリート校舎が存在していた。
大手隅櫓、大手門（高麗門）は1955年（昭和30年）に古写真を参考に再建築されている。1971年（昭和46年）に赤穂城跡が国史跡の指定を受けると、門・塀・庭園が徐々に再建され、1995年度以降は二之丸庭園の復元整備が段階的に継続している。本丸には本丸門や本丸御殿の間取りを示し、発掘調査で確認された庭園などが復元整備されており、その規模や当時の暮らしぶりの一端を窺うことができる。

### 上水道
赤穂城は海岸に近く標高がほぼ1mと低く、堀の水や井戸水には海水が混じり飲用に適さなかった。そのため、熊見川（現・千種川）の上流に井関と水路を建設して上水道を敷設し、城内のみならず城下各戸にも給水したのは藩主・池田家が治めた1616年（元和2年）である。着工の1614年（慶長19年）から指揮は前出の代官（郡代）垂水勝重がとり、山に取水トンネルを掘ると（切山隧道）、熊見川の水を導水路で引いた。これは「旧赤穂上水道」と呼ばれ 、日本三大上水道の一つに数える説もあり、2003年には城下の居住地区で発掘が進むと、現在の地表（標高2m強）から1mほど地下に江戸時代の生活面が確認された。そのさらに下層は1600年代前半に相当する地層（第３遺構面）で、そこから竹を加工した管や木造の桝（ます）が掘り出され、江戸時代の浅野氏治世以前に、上水道システムがあったと判明した。当代の池田藩主（政綱と輝興父子）は旧城内ばかりか、城を見上げる町内へも給水網を整備したことがわかった。この上水道の遺構は整備保存され、歴史的な観光スポットとして公開している。
赤穂城は浅野氏の「元禄赤穂事件」で有名だが、池田氏にも輝興が狂乱し正室などを殺す「#正保赤穂事件」、赤穂城を預かった龍野藩脇坂氏時代にも赤穂城に在番した重臣（脇坂左次兵衛）が突如、乱心して同僚を斬り殺す「#脇坂赤穂事件」、森氏時代にも家老の藩政の私物化を疑い、攘夷派の志士たちが森主税（可彝）を暗殺した「#文久赤穂事件」が起きた。

## 歴史

### 加里屋城・大鷹城時代
大鷹城は1452～1455年（享徳年間）、岡豊前守光広が加里屋に「古城」を築城し、この地で初の築城となる。赤穂に生駒親正が伊勢国神戸から1585年（天正14年）に入府し、石高は桃山・江戸期を通じて当藩最大の6万石を与えられたが1586年（天正15年）には讃岐に移され、赤穂一郡は宇喜多秀家の所領となる。「宇喜多秀家士帳」に赤穂の石高・居城の記載が無いことから、他郡からの間接統治の可能性も示唆される。宇喜多氏は1600年（慶長5年）に関ヶ原の合戦により改易・流罪となり、姫路藩主・池田輝政の弟の長政が赤穂領主に任ぜられると、「掻上城」を赤穂郡加里屋に築城し、これが赤穂城の前身となる。輝政の次男で備前岡山藩主・忠継の所領となった1613年（慶長18年） 、城に一重の堀・石垣・櫓・門を造営、忠継の弟・政綱は3万5000石を与えられ1615年（元和元年）に赤穂藩が立藩し、御殿を建てる。その政綱が嗣子なく1631年（寛永8年）に死去すると、弟の輝興が入封してさらに櫓・馬屋を造った。狂乱し刃傷沙汰の咎で正保2年に改易（正保赤穂事件）され（1645年）、水谷勝隆（備中松山藩）の一時預かりとなった城は同年、浅野長直を5万3000石で迎える。

### 赤穂城時代
近世の城郭建設のため、近藤正純が1646年（正保3年）に設計図を作成し、石材採掘にも取り掛かる。幕府に築城計画を提出した1648年（慶安元年6月17日、新暦8月5日）、同年中に城作りが始まる。赤穂藩主・浅野長直は1652年（承応元年）、山鹿素行を赤穂に招き、7ヵ月滞在した山鹿は二の丸周辺の設計を助言した。
ただ、城の北に大手門と道（現在はJR播州赤穂駅に通じる）、南に流水（加里屋川を望む水手門）、西に緑地（庭園）、東に天守台があり、山鹿流の縄張り とは異なっている。
赤穂城は1661年（寛文元年）に完成し、やがて3代浅野長矩の弟・長広に播磨国赤穂郡の新田3000石を分与、旗本の寄合に列するのは1694年（元禄7年）である。長矩が勅使饗応役に任ぜられ、1701年（元禄14年）に江戸城中で吉良義央に斬りつけて刃傷事件を起こすと浅野氏は改易となる。城の明け渡しが行なわれるが、これに際して幕府へ赤穂城内の備品・武具の数が報告された。赤穂藩5万石において、長槍50本、火縄銃50丁とその銃弾2000発、弓500張とその矢2000本、足軽用具足100領、門番用具足200領が記録されている。江戸時代の城にどれほどの武具の蓄えがあったのかを知る事ができる数少ない例である。翌元禄15年、家臣による吉良邸討ち入りが起こった（元禄赤穂事件）。
浅野氏家臣から赤穂城を預かった隣国の播磨龍野藩主・脇坂安照もまた在番中に家老・脇坂民部の目代が刃傷事件を起こし、6月24日、赤穂城内で死傷者を出す（脇坂赤穂事件）。また、城下の町人（主に子供）が水堀で釣りをしたり、百姓たちが二の丸の蔵米を奪おうとしたり、多数の領民が暴れて建物や石垣を壊したりした（三の丸で清水門が破損したと記される）。民部はこれらを取り締まると共に米合計3036俵を城から移転した。龍野に在国中の安照が幕府に城の破損状況を報告している。幕閣の命で代官が派遣され、建物壁の落書消しや石垣修復が行なわれた。そのほか城には多数の犬が居た記録が残る。
翌1702年（元禄15年）に永井直敬が3万3000石で入封した。
1706年（宝永3年）に当代の直敬は信濃国飯山藩へ転封となると、森長直が備中国西江原藩より2万石で入部。この森家は廃藩置県までの12代165年間、赤穂藩主として最も長く在封することになる。
幕末に至ると藩政の改革をめぐり、1857年（安政4年）に保守派・革新派の対立が起こって藩内は分裂し、革新派の一部は脱藩して長州藩へ奔る（はしる）。
文久2年（1862年）12月9日、尊皇攘夷論に傾斜を強めていた西川升吉ら中下級武士13名が、佐幕派の一門・森主税（可彝）を赤穂城で斬殺した。藩儒（朱子学教授）・村上真輔（天谷）も城下の屋敷で殺害される。襲撃者の13人は西川など7人が刑死または捕縛前に同士討ちで死亡、6人が高野山にある藩祖の墓守とされた（文久赤穂事件）。

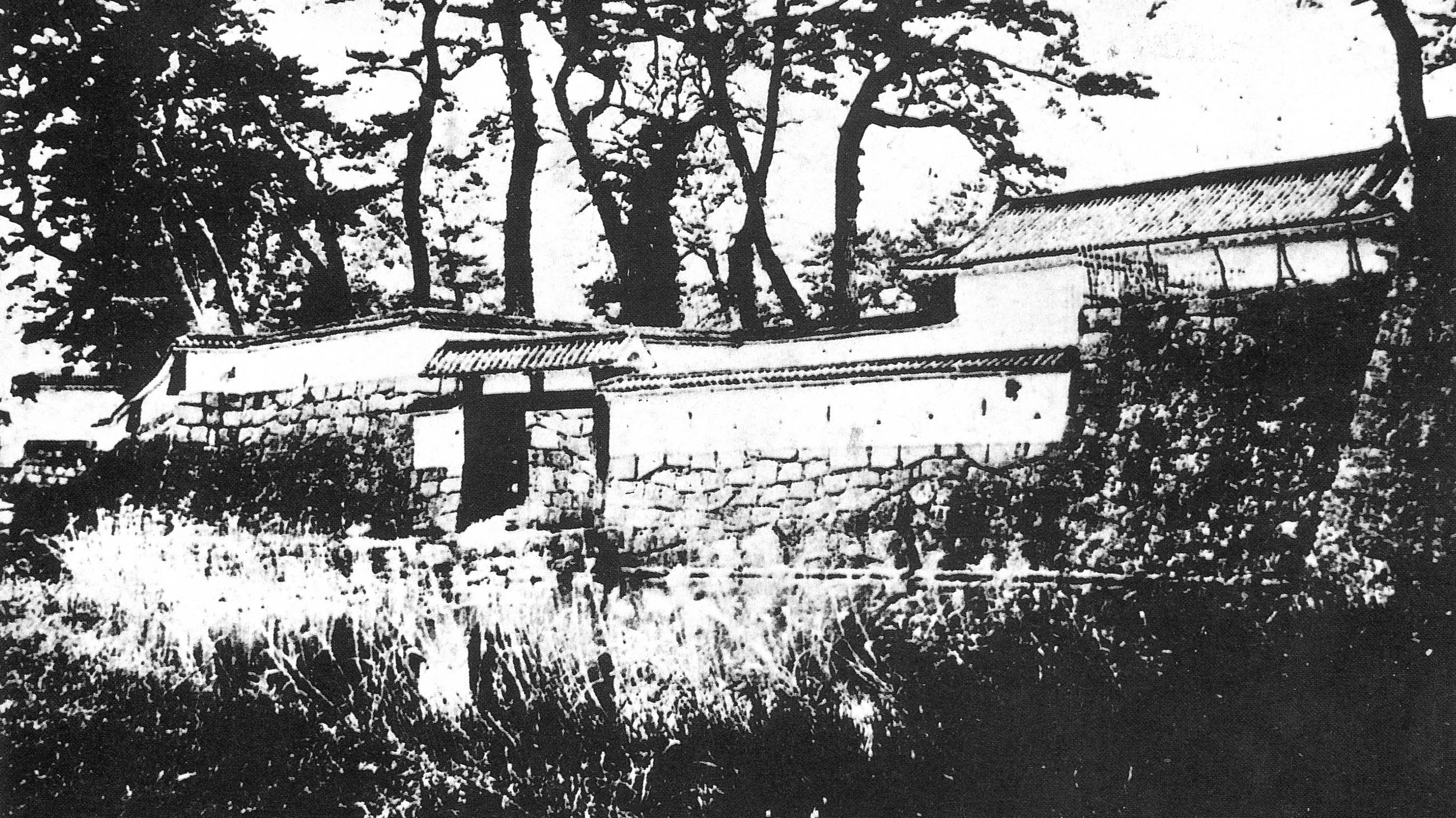
本丸門
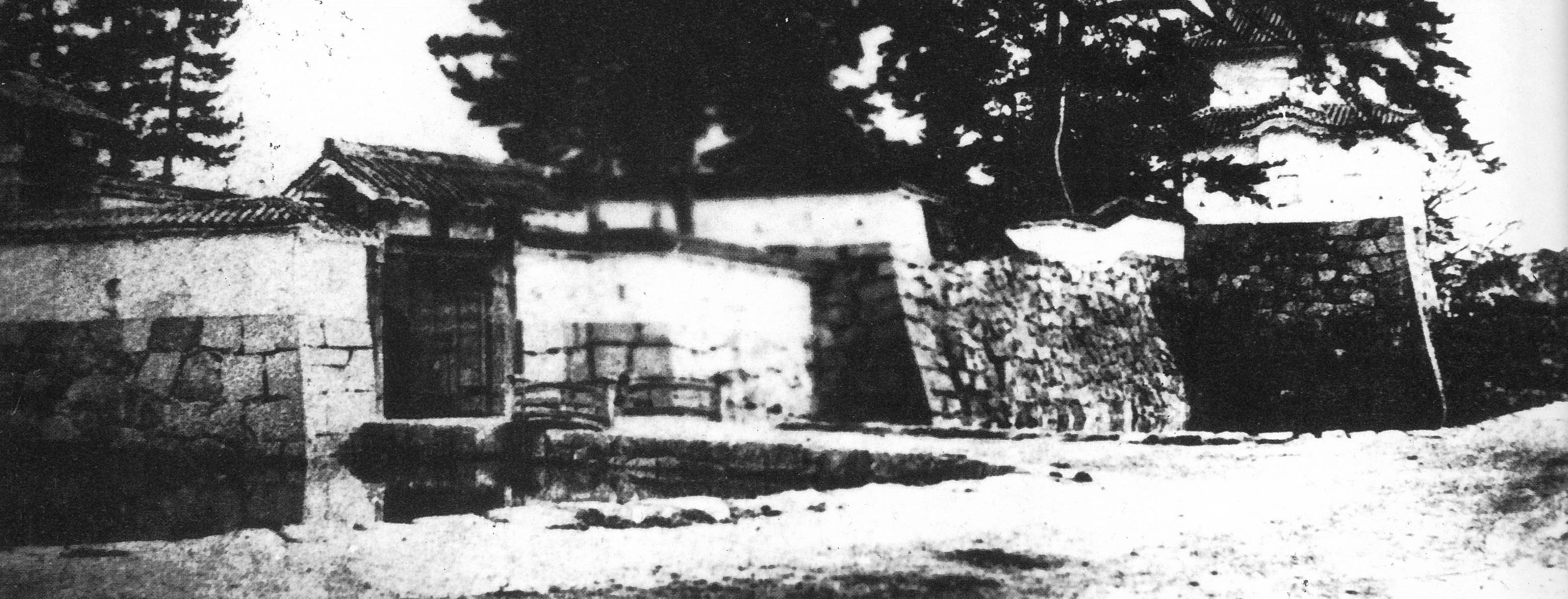
塩屋門
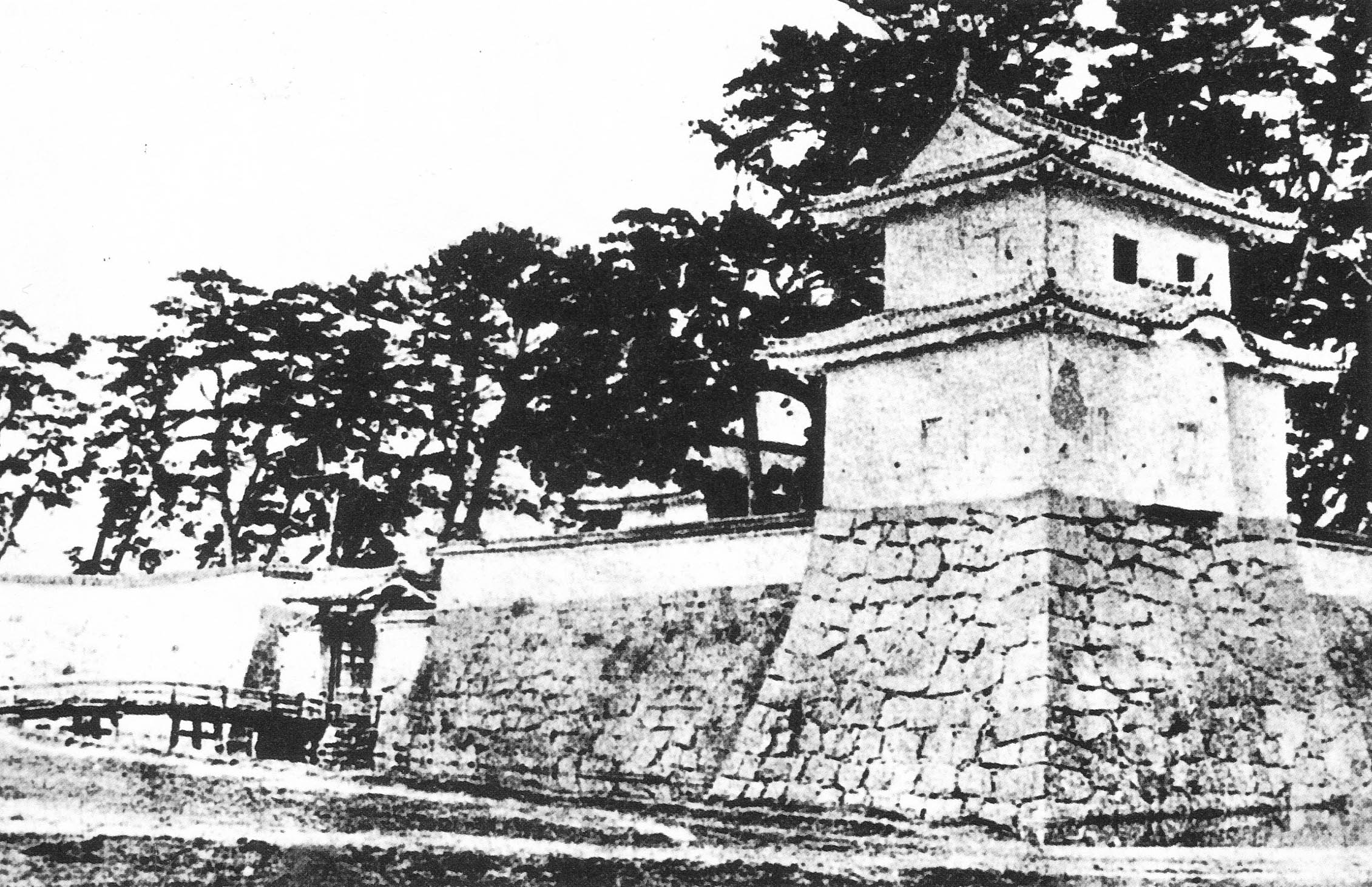
三之丸大手門（高麗門）と二層隅櫓
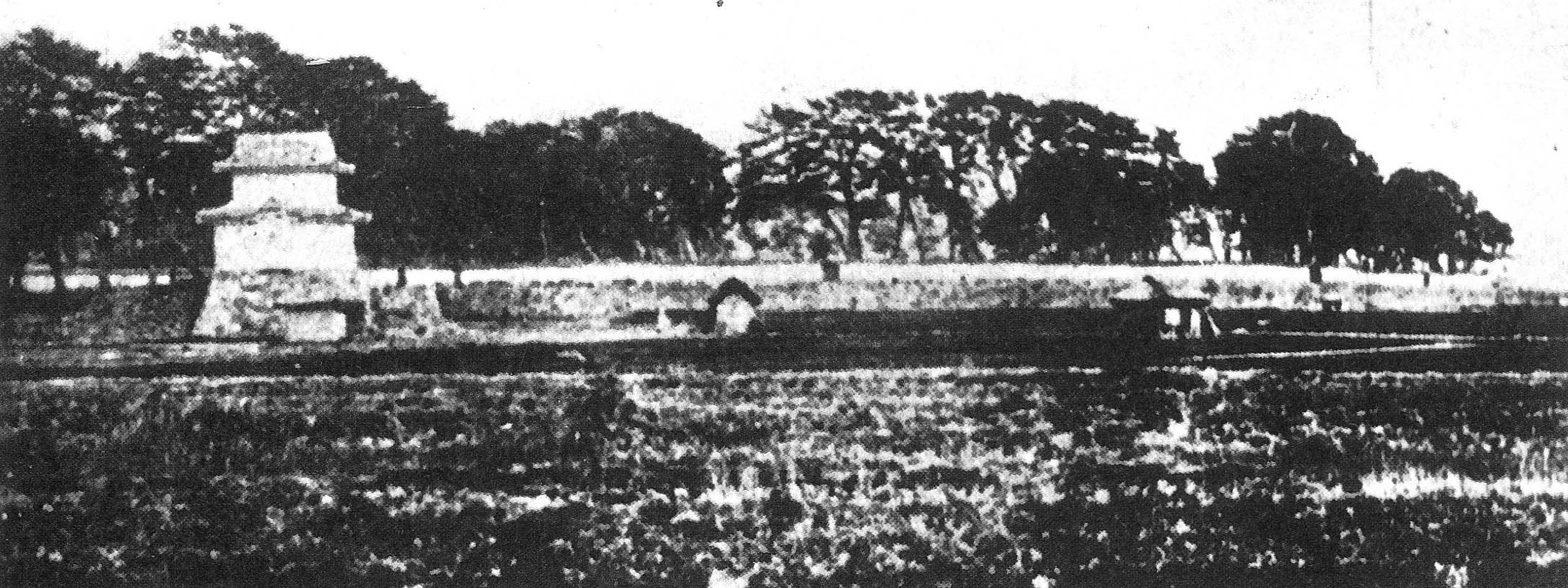
潮見櫓と二之丸土塀

### 近現代

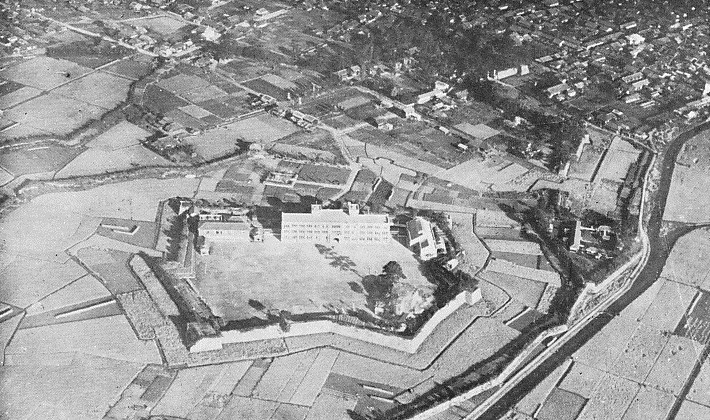
1930年代の赤穂城

1871年（明治4年）、廃藩置県により赤穂県となると、廃城令発布（1873年）を受けて飾磨県権県令は1876年（明治9年）に城売却の入札を行う。以後、順次建築物が破却された。
千種川の洪水が1892年（明治25年）に発生すると災害復旧と川のつけかえ（流路変更）のため、二之丸門から清水門までの石垣の石を転用して護岸を築く。城郭の石垣は破壊がいっそう進み、また堀は大手門枡形の南側と北方多門にかけて埋め戻された。
1897年（明治30年）には大石神社の建立が始まった。大町桂月ら右翼や国粋主義者の反対もあり、起工には相当の年月を要し、1912年（大正元年）になってようやく社殿が竣工した。
本丸跡には、前年設立された旧制兵庫縣立赤穂中學校の校舎が1928年（昭和3年）に建設された。
城の建造物は1935年（昭和10年）に大手門前の堀と太鼓橋を復元したのち、本丸の外堀は第二次世界大戦を挟んで1953年（昭和28年）を待って復元される。続いて大手隅櫓と大手門（高麗門）を1955年（昭和30年）に再建するが、隅櫓の一部は明治期に撮影された形状から変わった。
本丸跡の県立赤穂高校（旧制赤穂中学校）は、城が国の史跡に指定されてから10年後を経た1981年（昭和56年）に御崎へ移転させ、本丸庭園の復元・整備は1990年（平成2年）に完成。また大手門枡形、本丸門および同枡形は1996年（平成8年）に復元された。本丸厩口門は2001年（平成13年）に復元され、2010年（平成22年）に復元された庭園の西仕切門は、高さ約4.6 m、幅約3.0 m。総工費は門につながる土塀約10.5 m分も含めて約3200万円と報道された。二之丸庭園は2016年（平成28年）に部分公開を始めている。

## 史跡、名勝
大石内蔵助邸は1923年（大正12年）に国の史跡に指定。赤穂城は1971年（昭和46年）に国の史跡に指定された。
1990年代に門（本丸門、本丸厩口門）ならびに枡形（大手門、本丸門）あるいは本丸庭園の復元・整備が進むと、旧赤穂城庭園は2002年（平成14年）に国の名勝に指定された（本丸庭園および二の丸庭園）。財団法人日本城郭協会により2006年（平成18年）に「日本100名城（60番）」に選ばれている。

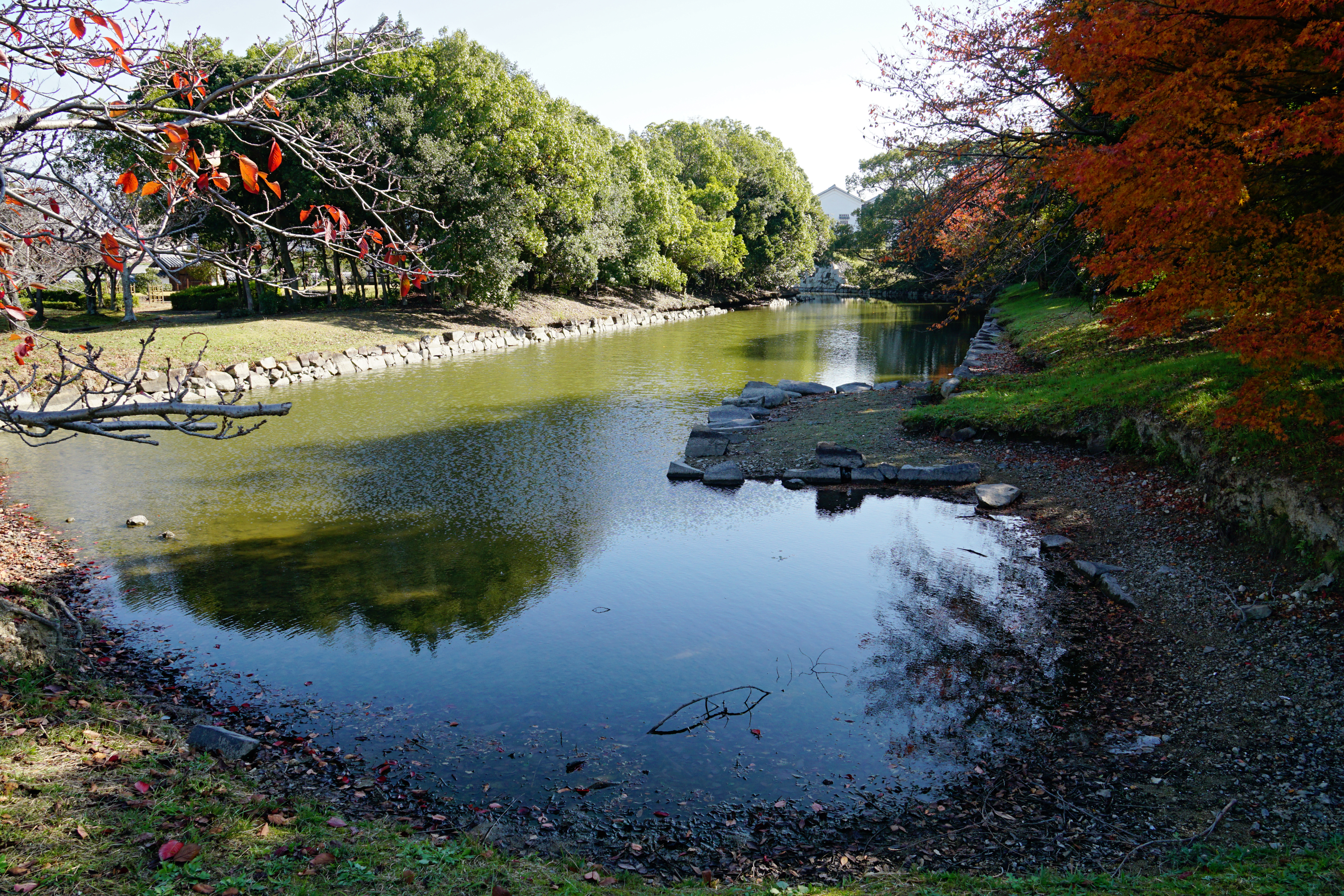
二の丸門の跡
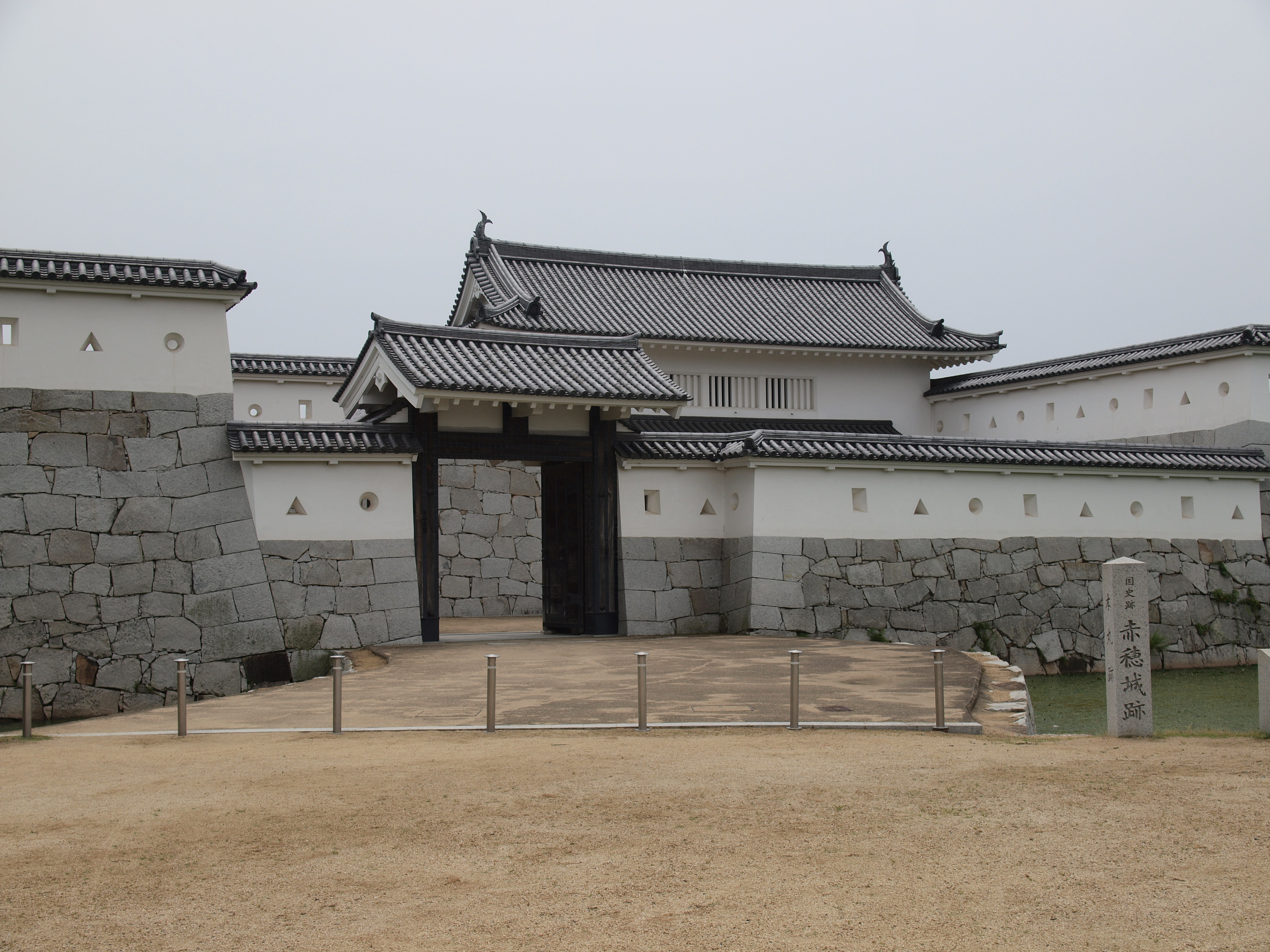
本丸表門（復元）
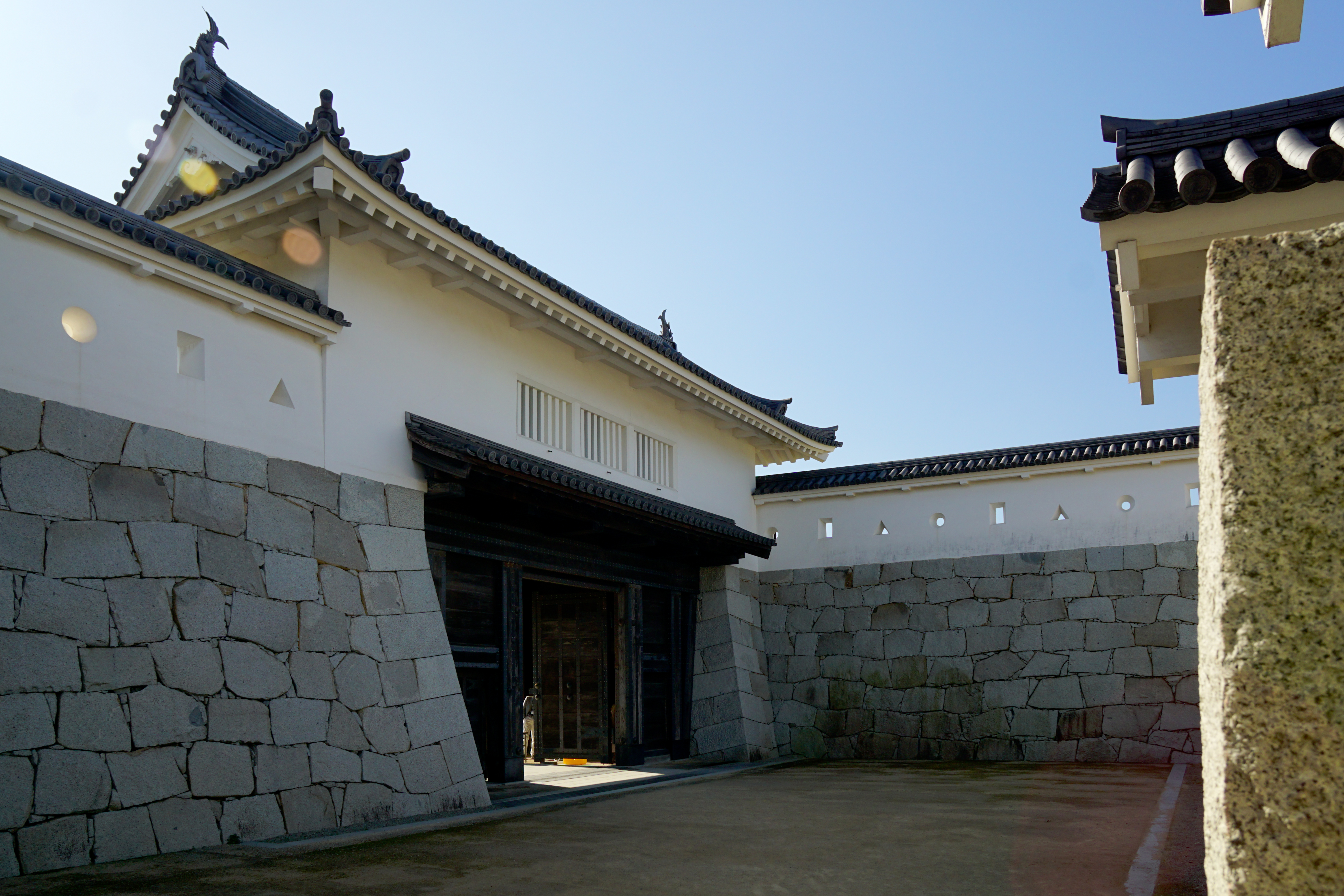
本丸表門の枡形内部
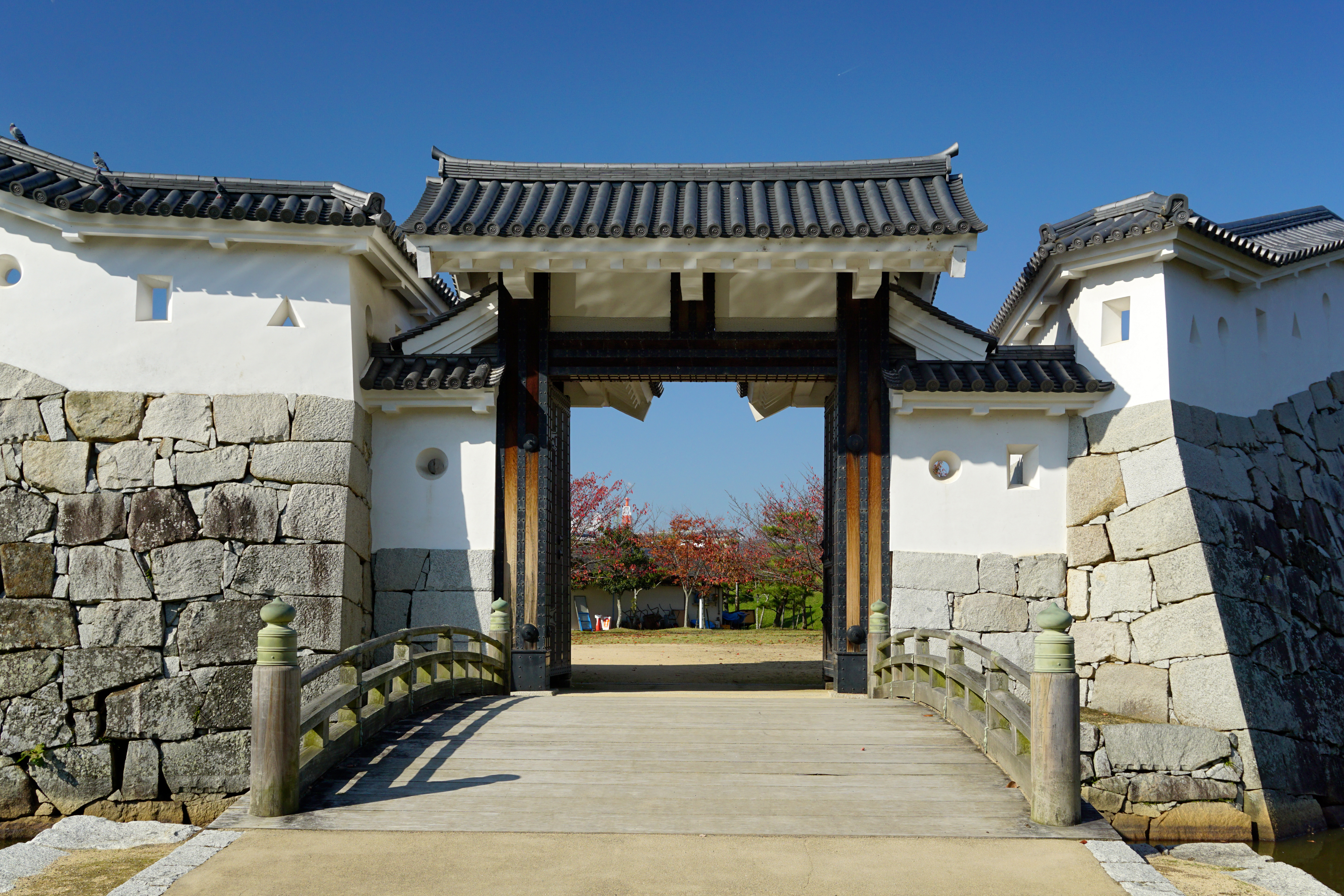
本丸厩口門
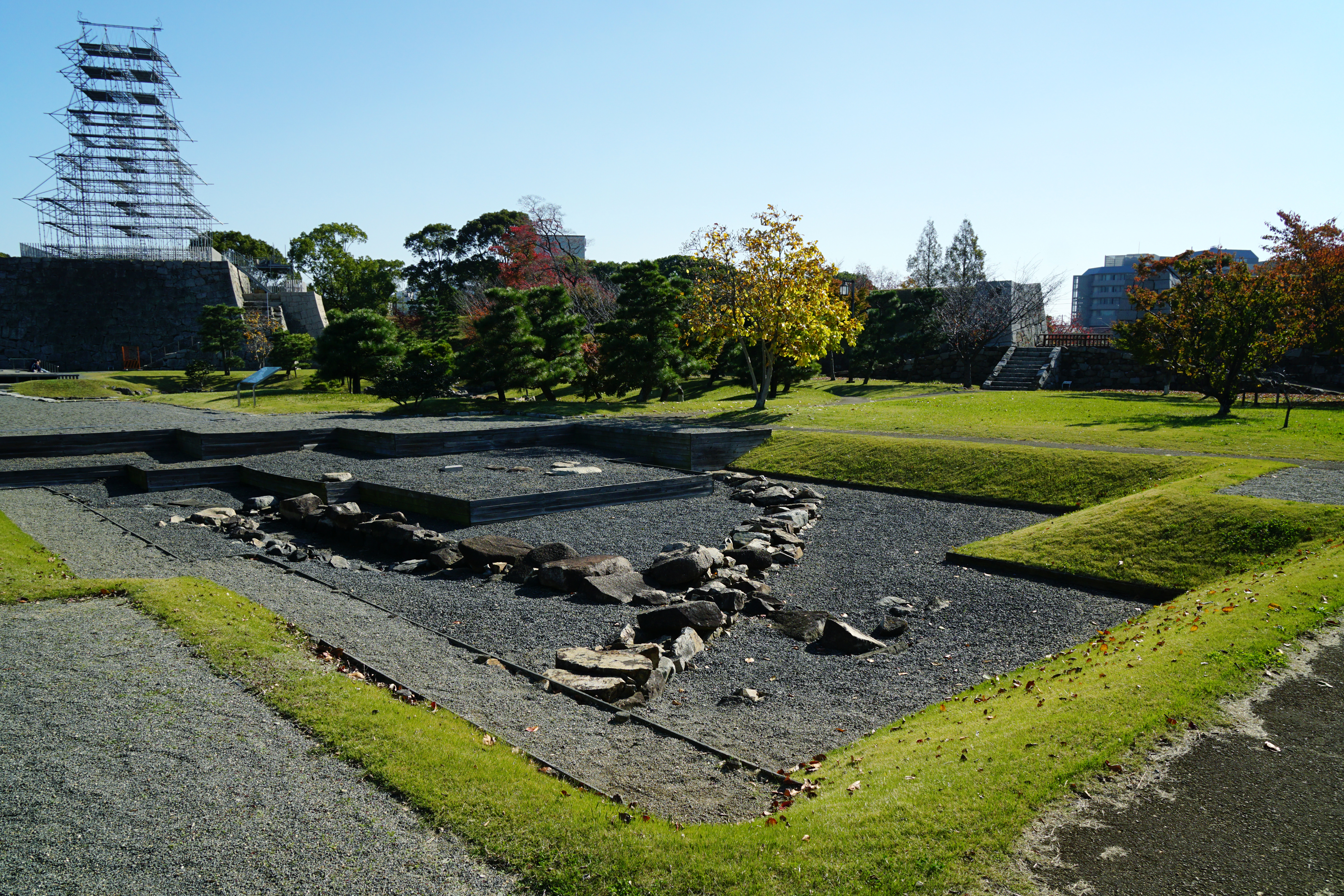
本丸御殿の遺構
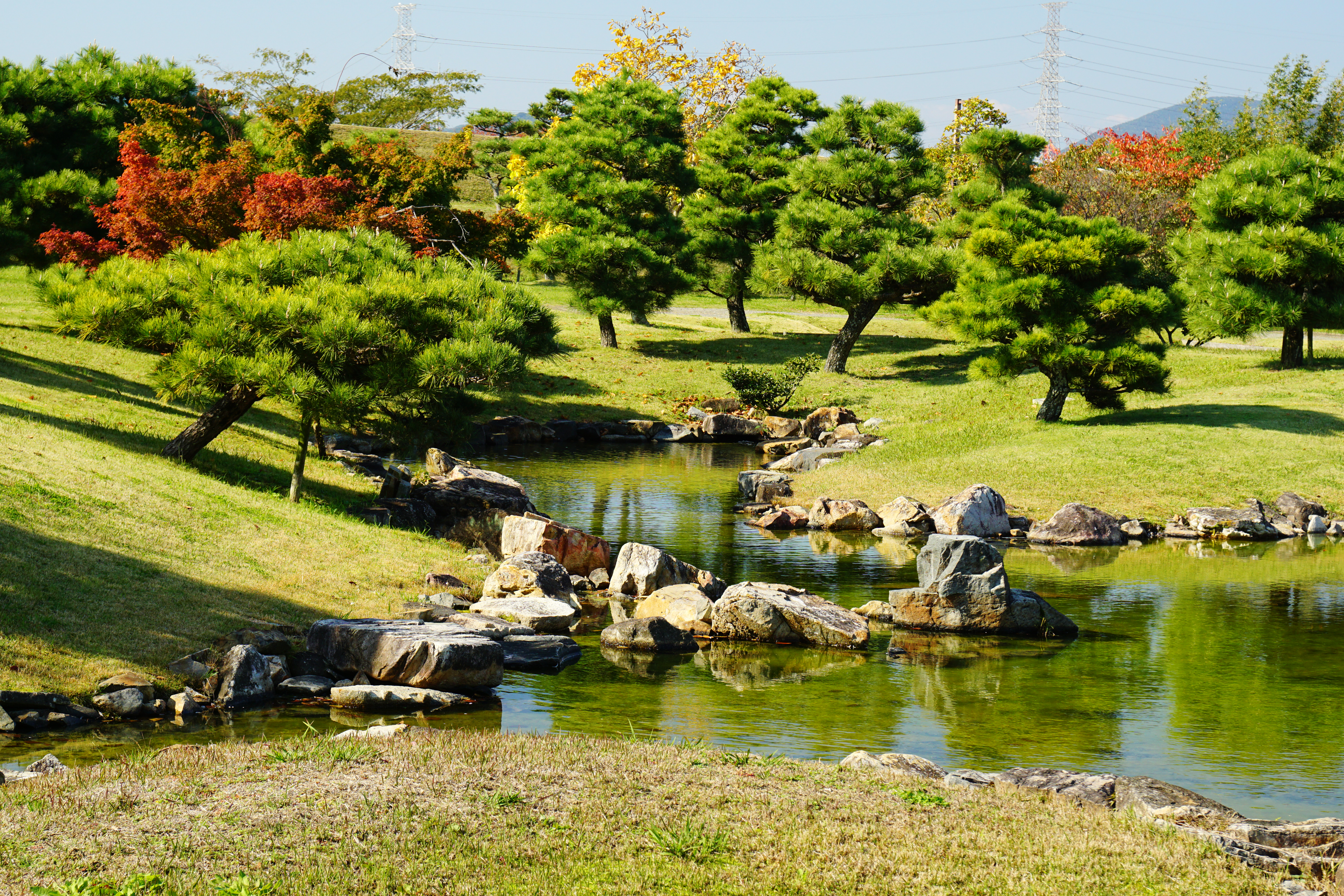
本丸庭園
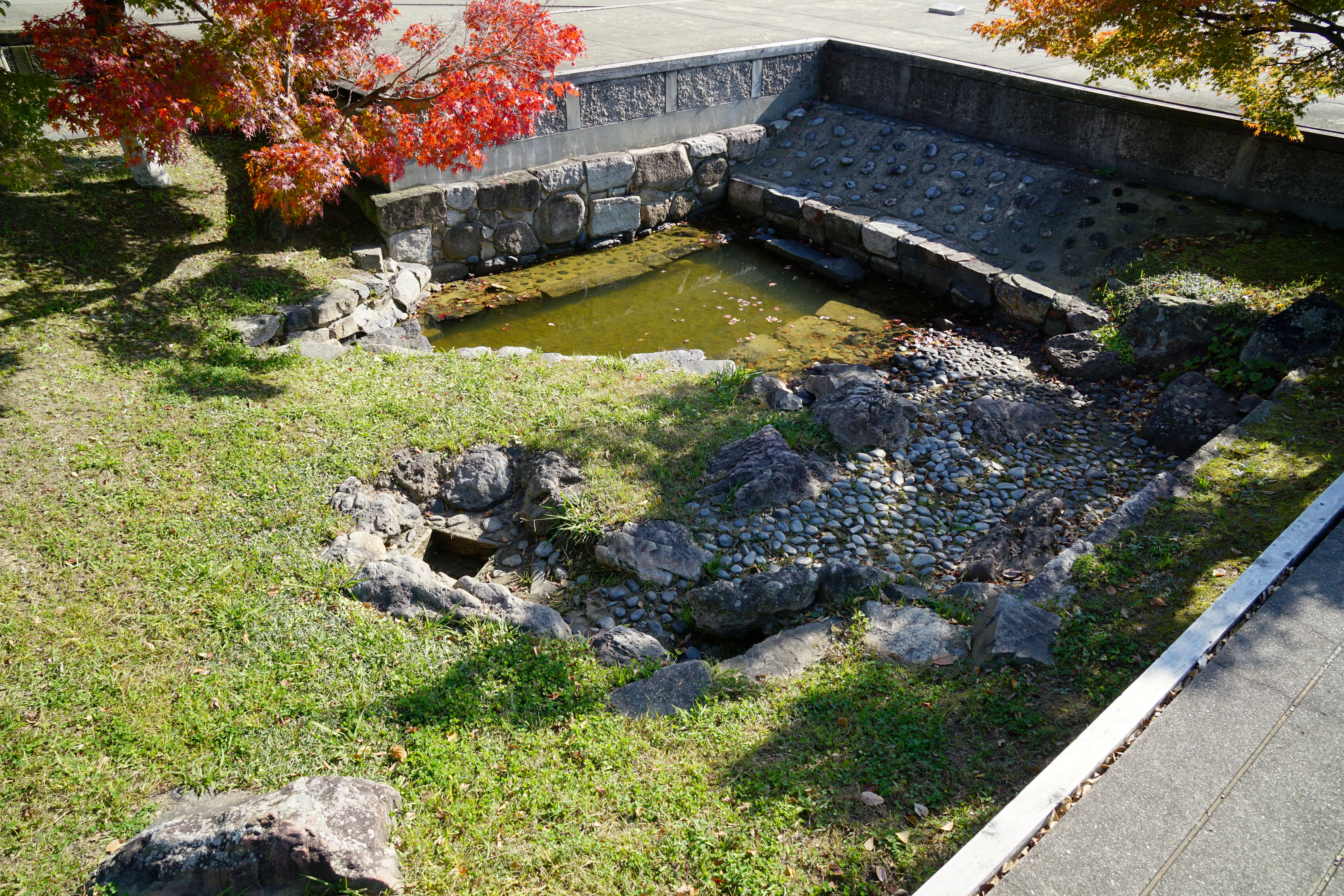
奥御殿の坪庭

### 光の天守閣（ライトアップ）
赤穂青年会議所は2006年（平成18年）より、赤穂義士祭が行われる12月14日に先立つ数日にわたり天守台でライトアップを行なってきた。天守を模した足場を築き、電飾を配して夜間に点灯させたものである。年々、天守の高さが高くなっていたが2009年以降は5層となっている。本来、赤穂城の天守台に天守を建てたことはない。また歴史的な資料を参考にしているわけではない。

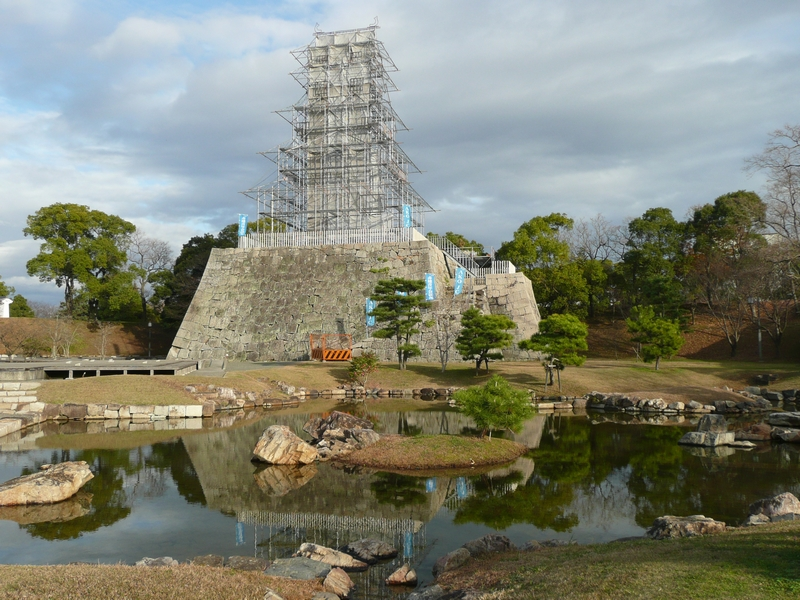
天守台に組まれた「光の天守閣」

| 年         | 層 | 電球 | 高さ | 備考                                                                |
| ---------- | -- | ---- | ---- | ------------------------------------------------------------------- |
| 2006年     | 2  |      |      | 詳細不明                                                            |
| 2007年     | 3  | 1.2  | 約22 |                                                                     |
| 2008年     | 4  | 1.5  | 約24 | 総鋼管8 t                                                           |
| 2009年     | 5  | 2.2  | 約30 | 総鋼管12 t                                                          |
| 2010年     | 5  | 3.0  | 約28 | [ 50 ]                                                              |
| 2011年     | 5  | 3.0  | 約28 | [ 51 ]                                                              |
| 2012年     |    |      |      |                                                                     |
| 2013年     |    |      |      |                                                                     |
| 2014年     |    |      |      | 天守台にプロジェクションマッピングを投影。                          |
| 2015年     |    |      |      | 前年に続き光の天守と共に 天守台にプロジェクションマッピングを投影。 |
| 凡例 1. 2. |    |      |      |                                                                     |

## 遺構
土塁、石垣、堀などが残る。又、以下に列挙する建物以外の木造復元計画は予算の関係でない。

### 復元・整備施設

#### 本丸
- 本丸高麗門（こうらいもん） - 赤穂城本丸門の一部。城壁上の土塀に丸、三角、四角の穴（狭間）が開く。正面に「赤穂城址」の石碑。
- 本丸櫓門（やぐらもん） - 同上。石垣の上に一層櫓。内部は特定日に一般公開される[55]。
- 天守台 - 天守が築かれた事はないが、#光の天守閣でプロジェクションマッピングが投影される。
- 本丸御殿跡 - 本丸庭園は国の名勝に指定。コンクリート盤上に部屋の間仕切りを示し、坪庭跡には中高木を植栽。
- 刎橋門（はねばしもん）跡 - 石垣の一部は破壊された痕を残す。内堀の直前に柵が付けられている。

#### 二の丸
- 二ノ丸土塁
- 厩口門（うまやぐちもん） - 別称は高麗門。1981年（昭和56年）まで県立赤穂高等学校の通用口に使われた[56]。
- 二の丸庭園
- 水手門 - 船着場跡と四脚門の礎石がある。
- 西仕切門
- 文久赤穂事件顕彰碑 - 佐幕・保守派の森主税・朱子学者の村上父子を誅した尊王攘夷13人の顕彰碑。大正デモクラシーで破却され[注釈 4]、現在は「かんかん石」[57]と称する四角い台座の部分二基のみ残る。
- 忠魂碑 - 赤穂出身の日清・日露など戦没兵士を湛える記念碑[58]。

#### 三の丸
- 太鼓橋 - 正門である三之丸の「大手門」へかかる橋。 1935年（昭和10年）に建築。木造による復元ではない。
- 大手門（高麗門）- 大手門の一部。 1955年（昭和30年）に建築[注釈 5]。
- 枡形虎口（ますがたこぐち[注釈 6]）・番所[注釈 7] - 大手門を入ると右に折れ曲がる入口。番所跡に模擬番屋（案内所）が立つ。
- 大手（高麗門）隅櫓 - 三之丸の大手門近くにあった隅櫓を模して1950年（昭和30年）に建築。二層の隅櫓を設置[注釈 8]。

## 支城（陣屋）
- 若狭野陣屋 - 赤穂藩浅野家の分家・若狭野浅野氏（旗本）の陣屋。西法寺（相生市那波野）に陣屋門が移築。
- 家原陣屋 - 同・家原浅野氏（旗本）の陣屋。現在は「夢園温泉」となっており遺構は無い。
- 三日月陣屋 - 赤穂藩森家の分家・三日月藩の陣屋。

## 周辺の文化施設・観光名所
城内の指定文化財
- 国史跡　大石良雄宅跡[注釈 9]
  - 大石邸長屋門 - 現在の建物は復元[注釈 10]。良雄の屋敷は享保14年（1729年）に焼失、再建されなかった。
  - 赤穂大石神社 - 大石邸庭園、義士宝物殿。1911年（大正元年）創建。
- 国名勝　旧赤穂城庭園（赤穂市所有、本丸庭園と二之丸庭園）[注釈 11]
- 市指定文化財　近藤源八宅跡長屋門[注釈 12] - 天井・瓦などの一部以外は復元[注釈 13]。近藤源八が使用した門は破却され、現存の長屋門は18世紀以降の再建と推察される[要出典]。

同城内の文化施設
- 赤穂市立歴史博物館 主題は「塩と義士の館」[24]
- 三之丸跡
  - 花見広場 当時の遊水池を活用し、200本超の桜を植栽して整備[24]。
  - 米蔵跡休憩舎[24]。
- 城内
  - 武家屋敷公園 三之丸清水門から入ると左手の建物。外観は勤番の侍が寝起きした屋敷に似せてあり、往時の城内を想像させる[24]。

周辺の見どころ
- 花岳寺 - 義士宝物館
- 御崎 - 福浦海水浴場
  - 赤穂温泉
  - 伊和都比売神社
- 兵庫県立赤穂海浜公園

博物館、美術館
- 赤穂市立美術工芸館（赤穂市立田淵記念館）
  - 田淵氏庭園（国の名勝[要出典]）
- 赤穂市立海洋科学館
- 赤穂市立民俗資料館
- ビートルズ文化博物館

## 赤穂城でロケが行われた映画・ドラマ
映画
- 『超高速!参勤交代』（松竹 2014年公開） - 赤穂城本丸門周辺。
- 『超高速!参勤交代 リターンズ』（松竹 2016年9月10日公開） - 赤穂城本丸厩口門周辺。
- 『銀魂2　掟は破るためにこそある』（ワーナー・ブラザース映画 2018年8月公開） - 赤穂城大手門武者溜り広場、本丸門周辺。
- 『決算！忠臣蔵』原作『「忠臣蔵」の決算書』（松竹 2019年11月22日公開） - 赤穂市立海洋科学館・塩の国、赤穂城本丸周辺など。

ドラマ
- 『新春仕事人スペシャル 必殺忠臣蔵』（テレビ朝日新春ドラマスペシャル。朝日放送/松竹共同製作。1987年）必殺シリーズの長時間スペシャル第8弾。 - 赤穂城大手門前など。
- 『元禄繚乱』（NHK大河ドラマ。1999年） - 赤穂城周辺、赤穂御崎、坂越地区、千種川など。
- 『忠臣蔵〜その男、大石内蔵助』（テレビ朝日ドラマスペシャル。2010年） - 兵庫県立赤穂海浜公園・塩の国、赤穂城跡など。
- 『必殺仕事人2014』（テレビ朝日ドラマスペシャル。2014年） - 赤穂城跡
- 『忠臣蔵の恋 ～四十八人目の忠臣～』（NHK土曜時代劇。2016年9月24日 - 2017年2月25日。） - 赤穂御崎、赤穂城跡など。

## 出版物
管理者の赤穂市による。発行順。
城と町
- 『赤穂城絵図展 : 絵図にみる城と城下町のうつりかわり』赤穂市立歴史博物館（編）、2000年。開館10周年記念、赤穂城築城開始350年記念の特別展図録。1999（平成11）年度。2000年（平成12年）2月11日-同3月20日。NCID BA45482597。

庭園
- 赤穂市教育委員会生涯学習課（編）『名勝旧赤穂城庭園二之丸庭園整備概要報告書』赤穂市教育委員会生涯学習課〈赤穂市文化財調査報告書〉
  - 第1部〈第68号〉、2008年。
  - 第2部〈第77号〉、2013年。
  - 第3部〈第90号〉、2019年。
- 赤穂市教育委員会生涯学習課（編）『赤穂城攻略本』赤穂市教育委員会生涯学習課〈赤穂市文化財調査報告書 ; 93〉、2020年。